# Upplands runinskrifter 375
Upplands runinskrifter 375 är en av två runstenar som nu står vid Vidbo kyrka, Vidbo socken och Sigtuna kommun i Uppland. Den andra runstenen är U 376.

## Stenen
Stenen påträffades liggande i tre delar norr om kyrkogården av Johan Peringskiöld under sent 1600-tal. Efter det noterades runstenen några gånger, bland annat uppges att den i tre delarna låg nedsjunken i ett dike väster om kyrkan. Någon gång i slutet av 1800-talet flyttades stenen till sin nuvarande plats, men lagades och restes först på 1940-talet.

## Ornamentiken
Runslingan tillhör Anne-Sofie Gräslunds typologiska indelning Pr2, vilket ger stenen en relativ datering till åren 1020-1050. Förutom rundjuret finns ornamentik i form av en ryttare på en häst samt en fågel som flyger ovanför ryttarens huvud. Inskriften är osignerad men sannolikt ristad av Åsmund Kåresson

## Inskriften
Translitterering av runraden:
sikfastr ' auk| |kinla-h þauh litu rita stai(n) þino aftiʀ uinoman sun si- in hon uarþ tauþr i buhi
Normalisering till runsvenska:
Sigfastr ok Ginnla[u]g þaun letu retta stæin þenna æftiʀ Vinaman, sun si[nn]. En hann varð dauðr i Bogi(?).
Översättning till nusvenska:
Sigfast och Ginnlaug de lät resa denna sten efter Vinaman, sin son. Och han dog i Buhi (?)

## Inskriftens namn
Inskriften innehåller flera ovanliga namn. Namnet Ginnlaug är en mycket ovanlig variant av Gunnlaug och återfinns endast i fem andra runinskrifter. Namnet Vinaman är helt unikt bland runinskrifterna och kan möjligtvis vara ett inlån från Engelska Wineman. Det är oklart vilket område ortnamnet Buhi syftar till.